# 光のある間に
光のある間に（ひかりのあるまに、ひかりのあるあいだに）は、聖書の語句であり、「ヨハネによる福音書」12:35-36節にあるイエス・キリストのことばである。この語句による讃美歌や文学がある。

## 讃美
全日本リバイバルミッションでは、1998年9月東京の日本武道館で行われた東京リバイバルミッションのテーマソングとなった伝道の曲であり、「ざわめき」に収録されている。また、合わせて尾山令仁、大川従道、村上好伸 、有賀喜一、アーサー・ホーランドらの共著による同名の書籍『光のある間に』が出版された。
讃美歌21には、Samuel Stanley曲、Bernard Barton作詞の同名の曲がある。聖書箇所はヨハネ12:35-36、エペソ5:8、出10:23、詩篇43:3。

## キリスト教文学
レフ・トルストイの著書『光あるうち光の中を歩め』がある。